# Anomala ovalis
Anomala ovalis är en skalbaggsart som beskrevs av Hermann Burmeister 1844. Anomala ovalis ingår i släktet Anomala och familjen Rutelidae. Inga underarter finns listade i Catalogue of Life.